# Abismo de Helm
El abismo de Helm es un lugar ficticio perteneciente al legendarium del escritor inglés J. R. R. Tolkien y que aparece en su novela El Señor de los Anillos. Se trata de una profunda garganta que se abre al pie del pico Thrihyrne, en la vertiente norte de las Montañas Blancas. Durante la Tercera Edad, es el lugar donde se erige la poderosa fortaleza de Cuernavilla. Lleva su nombre por Helm, quien se refugió durante la conquista de Wulf.
La montaña se abre en dos estribaciones separadas por el precipicio, escarpado y angosto. El Abismo desciende desde una pared de roca, donde se encuentra la entrada a las cuevas de Aglarond. La Corriente del Bajo, que sale de la gruta, fluye por el fondo de la garganta, hasta perderse luego en las lejanías del valle del Bajo, que se extiende al Noreste. De cada lado del abismo, los riscos se levantan casi verticales. La estribación Noroeste se prolonga en un peñón de roca desnuda.
El lugar está sobreelevado respecto al valle del Folde Oeste y la llanura de Calenardhon, por lo que el abismo ofrece una visión inmejorable sobre el estratégico paso de Rohan. Por este motivo, los númenóreanos construyen a finales de la Segunda Edad una gran fortaleza en la salida del desfiladero: Cuernavilla. Sus murallas y su torre se alzan sobre el espolón noroeste de la montaña, mientras que el Muro del Bajo, que parte de la ciudadela, se erige en dirección al Sudeste, cerrando por completo el acceso al abismo. Una milla más al norte, en el valle del Bajo, se encuentra la empalizada de Helm, la primera barrera defensiva. Se trata de un parapeto seguido de un ancho foso, y se extiende a lo largo de una milla entre la cadena de colinas que se alzan a cada lado del valle.
Durante la Tercera Edad, Gondor mantiene una guarnición permanente en la zona, que por entonces recibe el nombre genérico de Aglarond. Durante siglos es un lugar tranquilo, alejado de las guerras del sur y del este. Por ello, cuando en fortaleza 2510 TE se crea el reino de Rohan, los Senescales ceden el abismo a los éorlingas. Lo utilizan como plaza fuerte defensiva y último refugio para las gentes del lugar. La población local vive repartida en pequeñas aldeas, granjas y establos de los alrededores. Además, el abismo es la sede del segundo mariscal de la Marca, al mando de al menos un éored. 
En 2758-2759 TE, Rohan es atacada por los dunlendinos, liderados por Wulf el traidor, y asistidos por los corsarios de Umbar. El noveno Rey de la Marca, Helm, se refugia en Cuernavilla. El abismo es asediado durante todo el largo invierno, que afecta tanto a atacantes como a defensores. El segundo hijo de Helm, Háma, muere al salir en búsqueda de provisiones, y el monarca, desesperado, empieza a realizar incursiones en solitario. Helm muere congelado en una de sus salidas, pero el abismo resiste hasta la primavera, y a partir de entonces recibirá el nombre de abismo de Helm, en honor al valor del rey. 
A finales de la Tercera Edad, es Théodred, hijo del rey Théoden, quien ostenta el cargo de segundo mariscal. Reside en el abismo de Helm, junto a Erkenbrand, señor del Folde Oeste. En febrero de 3019 TE, Théodred parte con doce éoreds hacia el río Isen, donde morirá durante el transcurso de la primera batalla de los vados del Isen.
Días más tarde, el abismo de Helm es el lugar donde se celebra uno de los combates más decisivos de la Guerra del Anillo: la batalla de Cuernavilla. En la noche del 3 al 4 de marzo, Legolas, Gimli, Aragorn y los Rohirrim liderados por Théoden, Éomer y Gamelin, se defienden a duras penas de las huestes de Saruman, compuestas por uruk-hai y dunlendinos. Poco antes del amanecer, unos atacantes consiguen penetrar en el abismo por primera vez en la historia, gracias al fuego de Orthanc. Pero serán derrotados in extremis gracias a la llegada de Gandalf y Erkenbrand, al mando de un ejército del Folde Oeste, así como por la aparición inesperada de los ucornos que provenían del bosque de Fangorn.

## Adaptaciones
En la versión cinematográfica de El Señor de los Anillos de Peter Jackson, un contingente de elfos de Lórien liderados por Haldir se suma a la guarnición defensiva antes del combate de Cuernavilla, a diferencia de lo relatado en la novela, donde los elfos no participan de la batalla de forma alguna. Igualmente, quien acompaña a Gandalf al mando del ejército del Folde Oeste es Éomer, en lugar de Erkenbrand.